# 安藤亮司
安藤 亮司（あんどう りょうじ、1976年11月8日 - ）は、日本の脚本家、俳優、タレント。大阪府出身。
渡辺プロダクション（現：ワタナベエンターテインメント）、フリーランス、バイ・ザ・ウェイ所属を経て、2013年に劇団ウルトラマンションの主宰となる。
近畿大学文芸学部卒業。身長170cm。

## 略歴
子供の頃から志村けんに憧れていた。大学3年生の時点で卒業に必要な単位をすべて取得し、4年生の時に上京。かつて志村けんがいた芸能事務所・渡辺プロダクション（現：ワタナベエンターテインメント）に所属が決まる。後の『ごきげんよう』出演の際に、渡辺プロダクションに直接電話をし、「タレントになりたいけどどうすればいいか」という旨を伝えたところ「履歴書を送って欲しい」と事務的な返答をされるが、実際にそうして面接（オーディション）を受けることができた、と語っている。当初は俳優・タレント等の方向性が定まらず、同じ事務所の大隈いちろうと「真っ赤なロードスター」というユニットを本人達の意思と関係なく組まされたりもしていた。斉藤誠人（現ロビンフット）とお笑いコンビ「What's up」を組んでいたこともある。
2000年にテレビドラマ『サラリーマン金太郎2』出演と映画『GO-CON!』主演で俳優デビュー。その後もテレビドラマ、舞台等の仕事を増やしていく。2001年から『ココリコミラクルタイプ』にレギュラー出演するなど、バラエティ番組でも活動。『踊る!さんま御殿!!』内で「もっと俳優の仕事がしたいが所属がお笑い班なので難しい」と心情を告白したこともあるが、つかこうへいの元で舞台出演や4年間『はみだし刑事情熱系』の若手刑事役を演じるなど俳優としても数々の仕事をこなしている。
2005年から所属事務所の携帯サイト内企画「MEMBERS ONLY」のリーダーとして動画配信や『音楽戦士 MUSIC FIGHTER』レギュラー出演などで野久保直樹や和田正人らと活動。
2006年初めに一旦すべての芸能活動を休止。一年間の休業を経て2007年2月にアメーバブログ内でブログを再開させ、3月に劇団「亜細亜象演劇卸売市場」の舞台『Oh! Hospes』で俳優業に復帰。その後も劇団の客演を中心に活動し、映画やテレビドラマに出演。自身で脚本や演出を手掛けることもある。2013年、伊藤高史とともに「劇団ウルトラマンション」を設立。脚本・演出を務める。
趣味はスノーボード・サッカー・ゴルフ。特技は水泳（ジュニアオリンピック出場経験あり）。

## 出演

### テレビドラマ
- サラリーマン金太郎2（2000年4月- 7月、TBS）杉本次郎 役
- らぶ・ちゃっと Chat.1「ONE NIGHT GANGS ワンナイト・ギャングス」（2000年4月、フジテレビ）
- バスストップ（2000年7月 - 9月、フジテレビ）成瀬ひろ 役
- GirL（2000年10月、日本テレビ）
- ヤングシナリオ大賞2000 御就職（2000年11月、フジテレビ）
- G-taste 第3話「バスガイド・仁科葵」（2001年4月、テレビ朝日）上條元気 役
- 新・お水の花道 第8話（2001年5月、フジテレビ）
- 世界で一番熱い夏（2001年7月 - 9月、TBS）山本英児 役
- 連続テレビ小説 まんてん（2002年9月 - 2003年3月、NHK）原田明夫 役
- 大好き!五つ子5（2003年7月 - 8月、TBS）陽ちゃん 役
- はみだし刑事情熱系 6 - 8（2001年 - 2004年、テレビ朝日）武田太郎 巡査 役
- ココリコミラクルタイプドラマスペシャル 二重生活(ダブルライフ)（2004年1月、フジテレビ）
- 金曜エンタテインメント 年の差カップル刑事3・とっても永すぎた春（2004年2月、フジテレビ）
- ドリームメーカーTVドラマ 1minutes「待ち合わせ」（2004年3月、BSフジ）
- ナースマンがゆく 第6話（2004年11月、日本テレビ）
- 曲がり角の彼女 第2話（2005年4月、フジテレビ）
- ドラゴン桜（2005年7月 - 9月、TBS）宮部梅太郎 役
- 1リットルの涙 最終話（2005年12月、フジテレビ）
- 月曜ゴールデン 私は屈しない〜特捜検察と戦った女性官僚と家族の465日（2011年1月、TBS）
- BOSS 2ndシーズン 第3話（2011年4月、フジテレビ）
- 霧に棲む悪魔 最終話（2011年7月、東海テレビ/フジテレビ）
- 孤独のグルメ 第3話（2012年1月18日、テレビ東京）
- Dr.DMAT 第4話（2014年1月、TBS）

### 舞台
- 飛龍伝（2003年12月、青山劇場）
- OUT OF ORDER 笑うな!（2004年8月、青山劇場）
- 崔版 女殺油地獄（2004年12月、シアターアプル）
- 寒満月の、割れる程（2004年9月、大塚萬スタジオ）※主演
- 夢の小箱にリボンをかけて（2005年4月、表参道FAB）
- プリーズ★ミー（2005年8月、表参道FAB）※「MEMBERS ONLY」としてゲスト出演
- NOW LOADING（2005年11月、千本桜ホール）
- ザ・福袋 àla carte vol.1（2006年1月、シアターVアカサカ）
- OH! Hospes（2007年3月、新宿シアターモリエール）
- 夜逃げ前（2007年7月、新宿シアターモリエール）
- みんなの目の黒いうちは（2008年4月、下北沢OFFOFFシアター）
- ヒーローはまだか？（2008年7月、中野ザ・ポケット）
- 今日は私のリサイクル（2009年8月、下北沢OFFOFFシアター）
- 近づく星の光うるわし（2009年12月、王子小劇場）
- なんて素敵な奇跡じゃないか（2010年6月、テアトロ・ド・ソーニョ）
- ROCK'N JAM MUSICAL III（2010年6月 - 7月、紀伊國屋ホール）
- 世界でいちばんあつい壁（2010年11月、下北沢OFFOFFシアター）
- LADY,be…（2011年5月、新宿スペース107）
- 幹事の器（2012年4月、テアトルBONBON）
- 夜行虫（2012年5月、新宿SPACE雑遊）
- 梅雨のバッキャロー!!（2012年6月 - 7月、ワーサルシアター）
- 夏のバッキャロー!!（2012年8月、新宿サンモール）
- BANANA FISH（2012年10月 - 11月、六行会ホール）エイブラム・ドースン 役
- 冬のバッキャロー!!（2012年12月、笹塚ファクトリー）
- バイバイドロシー（2013年3月、明石スタジオ）※作・演出
- エメラルドドランカー（2013年8月、明石スタジオ）※演出
- 殺し屋にくびったけ（2013年8月、明石スタジオ）※作・演出
- 殺し屋にくびったけリターンズ（2014年4月、笹塚ファクトリー）※作・演出
- 地図から消されたウサギ島（2014年7月、明石スタジオ（東京）/ヒートスタジオ（名古屋））主演 水前寺秀 役
- あっとうてきに愛してる（2015年3月、ワーサルシアター）※作・演出

### 映画
- GO-CON! JAPANESE LOVE CULTURE（2000年）
- 東京（2005年）
- オンナゴコロ（2009年）
- かにみそ（2012年）

### インターネット
- ハルキwebシネマ「食事会」（2005年）
- ウルトラマンション放送局ウルマンネット（2013年〜現在放送中）
- 楽天SHOWTIME 「焼肉女」（2005年）

### バラエティ
- 雷波少年（1999年、日本テレビ）当時のコンビ・真っ赤なロードスターで「後ろ楽しいガーデン」パフォーマーに参加
- ココリコミラクルタイプ（2001年4月 - 2003年9月、フジテレビ）
- 音楽戦士 MUSIC FIGHTER（2005年10月 - 2006年3月、日本テレビ）「青木専属イケメンアシスタント」として出演

### CM
- ケンタッキーフライドチキン
- イエローハット
- 東京ウォーカー
- ベネッセ「進研ゼミ」（2012年）
- 三井住友VISAカード（2014年）
- モンスターハンター（2014年）
- 楽天生命（2015年）